# Charbowo
Charbowo (niem. Kleedorf) – wieś w Polsce położona w województwie wielkopolskim, w powiecie gnieźnieńskim, w gminie Kłecko.
Charbowo było własnością rodu Sulimów. W 1520 r. wieś oddawała dziesięcinę do kościoła w Kłecku. W okresie reformacji w Charbowie osiedlili się osadnicy ze Szkocji. W latach 1975–1998 miejscowość administracyjnie należała do województwa poznańskiego.